# Ong Teng Cheong

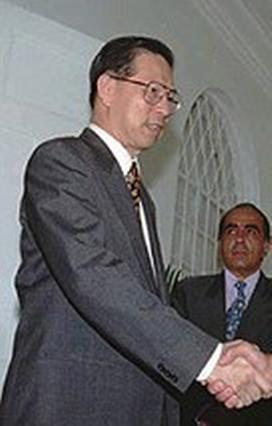
Ong Teng Cheong (1997)

Ong Teng Cheong, GCMG (chinesisch 王鼎昌, Pinyin Wáng Dǐngchāng, Pe̍h-ōe-jī Ông Tíng-tshiong; * 22. Januar 1936 in Singapur; † 8. Februar 2002 ebenda) war vom 2. September 1993 bis zum 1. September 1999 der fünfte Präsident des Stadtstaates Singapur.
Vor 1993 wurden die Präsidenten vom Parlament bestimmt. Ongs Nachfolger S. R. Nathan dagegen wurde zweimal ohne Wahl direkt zum Präsidenten ausgerufen, da alle Gegenkandidaten disqualifiziert wurden. So war Ong Teng Cheong der erste gewählte Präsident Singapurs seit der Unabhängigkeit 1965.